# Березняк Ілля Григорович
Ілля Григорович Березня́к (справжнє прізвище — Пивоваров; нар. 1877, Ізюмський повіт — пом. ?) — український актор.

## Біографія
Народився 1877 року в Ізюмському повіті Харківської губернії Російської імперії.
Акторську діяльність розпочав в аматорських колективах. Упродовж 1901—1908 років (з перервою) грав у трупах І. О. Науменка, В. О. Грицая, С. Морозенка і Г. Г. Каганця, С. Н. Максимовича, І. В. Квітки-Павловського, С. Г. Любимова, А. Б. Дукельського, Л. Н. Григоренка, І. А. Сагіна.
З 1909 року — розпорядник і режисер товариства акторів; з 1915 року — в трупі Митрофана Ярошенка. Деякий час працював у робітничо-селянських театрах. З 1934 року — у Чернігівському українському музично-драматичному театрі імені Тараса Шевченка.

## Творчість
Зіграв ролі:
- Черевик («Сорочинський ярмарок» Михайла Старицького за Миколою Гоголем);
- Дранко («Пошились у дурні» Марка Кропивницького);
- Омелько («Мартин Боруля» Івана Карпенка-Карого);
- Стрижень («Загибель ескадри» Олександра Корнійчука);
- Ляпкін-Тяпкін («Ревізор» Миколи Гоголя).

Автор п'єс «У кого гроші, той хороший» (1902), «За честь».